# Елинсон, Мордух Ильич
Матвей (Мордух) Ильич Елинсон (1918—2000) — советский и российский учёный, доктор физико-математических наук, профессор, почётный академик Российской Академии Естественных Наук.

## Биография
Родился 25 апреля 1918 года в городе Сосница, ныне Черниговской области Украины.
В 1936 году поступил в Московский энергетический институт, который окончил в июне 1941 года. В июле этого же года был призван в Красную армию. После краткосрочных курсов в Военной электротехнической Академии связи в Ленинграде (ныне Военная академия связи имени С. М. Будённого) в звании младшего лейтенанта был отправлен на фронт. Всю Великую Отечественную войну провёл в действующей армии, в 1942 году был ранен и закончил войну майором, помощником начальника связи дивизии.
После демобилизации, в 1945 году Матвей Елинсон вернулся в МЭИ, где начал работать ассистентом кафедры промышленной электроники. Позднее перешёл в Институт автоматики и телемеханики Академии наук СССР в отдел члена-корреспондента Академии наук Д. В. Зернова, где в 1947 году защитил кандидатскую диссертацию. В 1954 году отдел влился в только что созданный Институт радиотехники и электроники АН СССР (ИРЭ).
В этом институте Матвей Ильич работал до конца своей жизни. Возглавлял лабораторию автоэлектронной эмиссии, в 1961 году защитил докторскую диссертацию. На основе лаборатории в 1970 году создал Отдел физических проблем микроэлектроники, которым руководил долгие годы. С 1969 года более десяти лет Елинсон возглавлял Секцию физических проблем микроэлектроники при Совете по физике и химии полупроводников Академии наук. Когда в 1972 году был создан журнал «Микроэлектроника», он был в числе организаторов журнала и до конца своих дней работал заместителем главного редактора журнала.
Многие годы Матвей Ильич Елинсон был профессором и заведующим кафедрой физической электроники Московского института радиотехники, электроники и автоматики.
М. И. Елинсон является автором 3 монографий, более 300 научных статей, 39 изобретений и одного открытия.
Его научные заслуги отмечены Государственной премией СССР, премией им. А. С. Попова Академии наук СССР, орденом «Знак Почёта» и медалями. Был удостоен боевых наград.
Умер 13 января 2000 года.

## Семья
Жена — Каменецкая Берта Иосифовна (1923—2000), врач-невропатолог, доктор медицинских наук, профессор.
Дочь — Елинсон Вера Матвеевна (род. 1948), доктор технических наук, профессор, профессор кафедры «Радиоэлектроника, телекоммуникации и нанотехнологии» Московского авиационного института (национального исследовательского университета).
Внучка — Басок Юлия Борисовна (род. 1983), доктор биологических наук, заведующая отделом биомедицинских технологий НМИЦ трансплантологии и искусственных органов им. ак. В. И. Шумакова Минздрава России.

## Научная деятельность
Всю свою научную жизнь М. И. Елинсон посвятил наиболее актуальным проблемам физики твёрдого тела и электроники. Его работы в области физической электроники, физики низкоразмерных твердотельных систем, оптоэлектроники, физики нейроподобных сред и нейронных сетей внесли принципиальный вклад в науку. Открытый и исследованный М. И. Елинсоном с сотрудниками фундаментальный квантово-размерный эффект лежит в основе наиболее динамично развивающейся в настоящее время области физики твёрдого тела — физики низкоразмерных систем, на которой базируется современная наноэлектроника.
Многолетние исследования Матвея Ильича по автоэлектронной эмиссии металлов и полупроводников в области предельно высоких плотностей эмиссионных токов стали классическими и явились основой разработок ряда важных промышленных автоэлектронных приборов.
Совместно с сотрудниками Матвей Ильич провёл большой цикл исследований по электропоглощению и электрорефракции света в экситонной области в тонких слоях полупроводников. Результаты этих исследований позволяют создавать эффективные низковольтные модуляторы света. Важным направлением работ М. И. Елинсона был поиск новых эффективных методов обработки информации. Предложенные им и реализованные экспериментально оптоэлектронные элементы впервые продемонстрировали возможность создания новых систем обработки информации на принципах эволюционного моделирования. Сейчас эволюционное моделирование — это быстроразвивающееся перспективное направление в информатике. Одной из наиболее плодотворных идей, развиваемых М. И. Елинсоном в течение ряда лет, была идея реализации трёхмерных оптических межсоединений в больших интегральных схемах. В связи с этой проблемой он активно участвовал в разработке светоизлучающих элементов на основе кремниевых наноструктур.
Фундаментальные работы по физике нейроподобных сред, проведённые М. И. Елинсоном и его сотрудниками, существенно опередили аналогичные работы за рубежом. На их основе им были предложены принципиально новые типы микроэлектронных нейронных сетей для параллельной обработки больших массивов информации.